# Thể thao dưới nước tại Đại hội Thể thao Đông Nam Á 2011
Thể thao dưới nước tại Đại hội Thể thao Đông Nam Á năm 2011 được tổ chức tại Trung tâm Thể thao Dưới nước Jakabaring, Palembang, Indonesia cho các nội dung bơi lội, nhảy cầu và bơi nghệ thuật; tại Nhà thi đấu Lumban Tirta cho môn bóng nước, và tại đảo Putri cho nội dung bơi lội nước mở.
Môn bơi lội diễn ra tại Palembang từ ngày 12 đến ngày 17 tháng 11 năm 2011, bao gồm 38 nội dung thi đấu (19 nam, 19 nữ), được tổ chức trong hồ bơi tiêu chuẩn dài 50 m. Đây là kỳ SEA Games đầu tiên diễn ra sau khi lệnh cấm sử dụng áo bơi không làm từ sợi dệt (non-textile swimsuits) có hiệu lực từ tháng 1 năm 2010.
Bóng nước nữ lần đầu tiên được đưa vào chương trình thi đấu của SEA Games tại kỳ đại hội lần thứ 26. Chỉ có Indonesia, Malaysia và Singapore tham gia thi đấu sau khi Philippines và Thái Lan rút lui.

## Bơi lội

### Nam
| Nội dung                   | Vàng | Vàng       | Bạc | Bạc      | Đồng | Đồng     |
| -------------------------- | --- | ---------- | --- | -------- | --- | -------- |
| 50 m tự do                 | Arren Quek · Singapore | 23.28      | Triady Fauzi Sidiq · Indonesia                                                                                                | 23.32    | Russell Ong · Singapore                                                                                             | 23.33    |
| 100 m tự do                | Hoàng Quý Phước · Việt Nam | 50.79      | Danny Yeo · Singapore | 50.98    | Triady Fauzi Sidiq · Indonesia                                                                                      | 51.36    |
| 200 m tự do                | Danny Yeo · Singapore | 1:51.07    | Jessie Lacuna · Philippines                                                                                                   | 1:52.23  | Jeremy Kevin Mathews · Singapore                                                                                    | 1:52.36  |
| 400 m tự do                | Kevin Yeap · Malaysia | 3:55.07    | Sarit Tiewong · Thái Lan | 3:55.95  | Jeremy Kevin Mathews · Singapore                                                                                    | 3:58.48  |
| 1500 m tự do               | Teo Zhen Ren · Singapore | 15:44.32   | Kevin Yeap · Malaysia | 15:53.79 | Ryan Arabejo · Philippines                                                                                          | 16:01.26 |
|                            | |            | |          | |          |
| 50 m bơi ngửa              | I Gede Siman Sudartawa · Indonesia                                                                                               | 25.62 GR   | Glenn Victor Sutanto · Indonesia                                                                                              | 26.02    | Quah Zheng Wen · Singapore                                                                                          | 26.38    |
| 100 m bơi ngửa             | I Gede Siman Sudartawa · Indonesia                                                                                               | 55.59 GR   | Glenn Victor Sutanto · Indonesia                                                                                              | 56.52    | Zach Ong · Singapore                                                                                                | 56.96    |
| 200 m bơi ngửa             | I Gede Siman Sudartawa · Indonesia                                                                                               | 2:02.44    | Zach Ong · Singapore | 2:03.06  | Rainer Ng · Singapore                                                                                               | 2:05.15  |
|                            | |            | |          | |          |
| 50 m bơi ếch               | Indra Gunawan · Indonesia | 28.25 GR   | Ng Jia Hao · Singapore | 28.66    | Nicko Biondi Ricardo · Indonesia                                                                                    | 28.85    |
| 100 m bơi ếch              | Nuttapong Ketin · Thái Lan | 1:02.01    | Radomyos Matjiur · Thái Lan                                                                                                   | 1:02.30  | Indra Gunawan · Indonesia                                                                                           | 1:02.84  |
| 200 m bơi ếch              | Nuttapong Ketin · Thái Lan | 2:12.99 GR | Indra Gunawan · Indonesia | 2:16.95  | Idham Dasuki · Indonesia                                                                                            | 2:17.45  |
|                            | |            | |          | |          |
| 50 m bơi bướm              | Joseph Schooling · Singapore | 24.06 GR   | Glenn Victor Sutanto · Indonesia                                                                                              | 24.20    | Hoàng Quý Phước · Việt Nam                                                                                          | 24.66    |
| 100 m bơi bướm             | Hoàng Quý Phước · Việt Nam | 53.07 GR   | Glenn Victor Sutanto · Indonesia                                                                                              | 53.17    | Joseph Schooling · Singapore                                                                                        | 53.18    |
| 200 m bơi bướm             | Joseph Schooling · Singapore | 1:56.67 GR | Quah Zheng Wen · Singapore | 2:00.24  | Arkom Anuchit-O-Larn · Thái Lan                                                                                     | 2:01.44  |
|                            | |            | |          | |          |
| 200 m hỗn hợp cá nhân      | Nuttapong Ketin · Thái Lan | 2:02.90 GR | Joseph Schooling · Singapore                                                                                                  | 2:04.85  | Ian James Barr · Malaysia                                                                                           | 2:06.96  |
| 400 m hỗn hợp cá nhân      | Quah Zheng Wen · Singapore | 4:24.33    | Jeremy Kevin Mathews · Singapore                                                                                              | 4:27.41  | Muhammad Akbar Nasution · Indonesia                                                                                 | 4:31.27  |
|                            | |            | |          | |          |
| 4 × 100 m tiếp sức tự do   | Singapore · Clement Lim (50.68) · Russell Ong (51.28) · Arren Quek (50.63) · Danny Yeo (50.76)                                   | 3:23.35    | Indonesia · Triady Fauzi Sidiq (51.45) · Alexis Wijaya Ohmar (52.00) · Brian Howard Ho (52.10) · Guntur Pratama Putra (51.20) | 3:26.75  | Philippines · Charles Walker (51.96) · Jessie Lacuna (51.52) · Dhill Anderson Lee (53.31) · Kendrick Uy (51.16)     | 3:27.95  |
| 4 × 200 m tiếp sức tự do   | Singapore · Jeremy Kevin Mathews (1:53.38) · Clement Lim (1:51.55) · Teo Zhen Ren (1:53.34) · Danny Yeo (1:53.71)                | 7:31.98    | Malaysia · Foo Jian Beng (1:56.27) · Kevin Yeap (1:52.02) · Vernon Lee (1:55.22) · Lim Ching Hwang (1:52.48)                  | 7:35.99  | Philippines · Jessie Lacuna (1:53.82) · Jose Gonzales (1:55.28) · Ryan Arabejo (1:54.93) · Charles Walker (1:52.90) | 7:36.93  |
| 4 × 100 m tiếp sức hỗn hợp | Indonesia · I Gede Siman Sudartawa (55.72) · Indra Gunawan (1:02.83) · Glenn Victor Sutanto (51.96) · Triady Fauzi Sidiq (50.84) | 3:41.35 GR | Thái Lan · Kasipat Chogratin (59.77) · Nutapong Kettin (1:02.13) · Arkom Anuchit-O-Larn (56.19) · Sarit Tiewong (50.73)       | 3:48.82  | Malaysia · Ian James Barr (58.81) · Yap See Tuan (1:03.85) · Tern Jian Han (57.18) · Foo Jian Beng (51.81)          | 3:51.65  |

### Nữ
| Nội dung                   | Vàng                                                                                              | Vàng       | Bạc | Bạc     | Đồng | Đồng    |
| -------------------------- | ------------------------------------------------------------------------------------------------- | ---------- | --- | ------- | --- | ------- |
| 50 m tự do                 | Amanda Lim · Singapore                                                                            | 25.77 GR   | Mylene Ong · Singapore | 25.89   | Enny Susilawati · Indonesia | 26.23   |
| 100 m tự do                | Natthanan Junkrajang · Thái Lan                                                                   | 56.54      | Mylene Ong · Singapore | 56.71   | Amanda Lim · Singapore | 56.73   |
| 200 m tự do                | Natthanan Junkrajang · Thái Lan                                                                   | 2:01.49    | Amanda Lim · Singapore | 2:03.02 | Koh Hui Yu · Singapore | 2:03.47 |
| 400 m tự do                | Natthanan Junkrajang · Thái Lan                                                                   | 4:15.84    | Khoo Cai Lin · Malaysia | 4:16.54 | Koh Hui Yu · Singapore | 4:23.00 |
| 800 m tự do                | Khoo Cai Lin · Malaysia                                                                           | 8:50.17    | Natthanan Junkrajang · Thái Lan | 8:55.51 | Raina Saumi Grahana · Indonesia | 9:02.81 |
|                            |                                                                                                   |            | |         | |         |
| 50 m bơi ngửa              | Shana Lim · Singapore                                                                             | 29.37 GR   | Chan Kah Yan · Malaysia | 29.55   | Dorothy Grace Hong · Philippines | 29.96   |
| 100 m bơi ngửa             | Tao Li · Singapore                                                                                | 1:02.11 GR | Nguyễn Thị Ánh Viên · Việt Nam | 1:03.68 | Dorothy Grace Hong · Philippines | 1:03.69 |
| 200 m bơi ngửa             | Yessy Yosaputra · Indonesia                                                                       | 2:15.73 GR | Dorothy Grace Hong · Philippines | 2:17.32 | Tao Li · Singapore | 2:17.72 |
|                            |                                                                                                   |            | |         | |         |
| 50 m bơi ếch               | Christina Loh · Malaysia                                                                          | 32.49 GR   | Siow Yi Ting · Malaysia | 32.81   | Phiangkhwan Pawapotako · Thái Lan | 33.39   |
| 100 m bơi ếch              | Siow Yi Ting · Malaysia                                                                           | 1:10.55    | Christina Loh · Malaysia | 1:10.57 | Chavunnooch Salubluek · Thái Lan | 1:11.69 |
| 200 m bơi ếch              | Siow Yi Ting · Malaysia                                                                           | 2:33.67    | Chavunnooch Salubluek · Thái Lan | 2:35.53 | Samantha Yeo · Singapore | 2:37.12 |
|                            |                                                                                                   |            | |         | |         |
| 50 m bơi bướm              | Tao Li · Singapore                                                                                | 26.59 GR   | Marellyn Liew · Malaysia | 27.63   | Mylene Ong · Singapore | 27.71   |
| 100 m bơi bướm             | Tao Li · Singapore                                                                                | 58.84 GR   | Marellyn Liew · Malaysia | 1:01.92 | Nguyen Thi Kim Tuy · Việt Nam | 1:01.97 |
| 200 m bơi bướm             | Tao Li · Singapore                                                                                | 2:14.27    | Raina Saumi Grahana · Indonesia | 2:15.43 | Patarawadee Kittiya · Thái Lan | 2:15.70 |
|                            |                                                                                                   |            | |         | |         |
| 200 m hỗn hợp cá nhân      | Natthanan Junkrajang · Thái Lan                                                                   | 2:18.75    | Siow Yi Ting · Malaysia | 2:20.11 | Ressa Kania Dewi · Indonesia | 2:21.31 |
| 400 m hỗn hợp cá nhân      | Natthanan Junkrajang · Thái Lan                                                                   | 4:50.88 GR | Nguyễn Thị Ánh Viên · Việt Nam | 4:54.65 | Ressa Kania Dewi · Indonesia | 4:58.11 |
|                            |                                                                                                   |            | |         | |         |
| 4 × 100 m tiếp sức tự do   | Singapore · Koh Hui Yu (57.45) · Tao Li (56.98) · Mylene Ong (56.26) · Amanda Lim (57.69)         | 3:48.38    | Thái Lan · Jessica Leela Hodgson (57.91) · Benjaporn Sriphanomthorn (58.42) · Jenjira Srisa-Ard (58.33) · Natthanan Junkrajang (57.10)             | 3:51.76 | Malaysia · Leung Chii Lin (59.47) · Chan Kah Yan (57.33) · Siow Yi Ting (58.42) · Khoo Cai Lin (58.05)                                  | 3:53.27 |
| 4 × 200 m tiếp sức tự do   | Singapore · Koh Hui Yu (2:02.41) · Mylene Ong (2:03.20) · Tao Li (2:04.25) · Amanda Lim (2:04.02) | 8:13.88    | Thái Lan · Jessica Leela Hodgson (2:04.88) · Benjaporn Sriphanomthorn (2:06.39) · Phiangkhwan Pawapotako (2:06.95) · Patarawadee Kittiya (2:09.64) | 8:27.86 | Indonesia · Enny Susilawati (2:08.04) · Patricia Yosita Hapsari (2:07.47) · Ressa Kania Dewi (2:08.19) · Raina Saumi Grahana (2:08.83)  | 8:32.53 |
| 4 × 100 m tiếp sức hỗn hợp | Singapore · Shana Lim (1:05.08) · Samantha Yeo (1:10.45) · Tao Li (58.66) · Amanda Lim (57.08)    | 4:11.27    | Malaysia · Chan Kah Yan (1:05.40) · Christina Loh (1:09.13) · Marellyn Liew (1:02.73) · Khoo Cai Lin (57.76)                                       | 4:15.02 | Thái Lan · Natthanan Junkrajang (1:04.88) · Chavunnooch Salubluek (1:11.79) · Patarawadee Kittiya (1:01.99) · Jenjira Srisa-Ard (57.95) | 4:16.61 |

### Bảng huy chương
| Hạng               | Đoàn               | Vàng | Bạc | Đồng | Tổng số |
| ------------------ | ------------------ | ---- | --- | ---- | ------- |
| 1                  | Singapore          | 17   | 9   | 13   | 39      |
| 2                  | Thái Lan           | 8    | 7   | 5    | 20      |
| 3                  | Indonesia          | 6    | 8   | 10   | 24      |
| 4                  | Malaysia           | 5    | 10  | 3    | 18      |
| 5                  | Việt Nam           | 2    | 2   | 2    | 6       |
| 6                  | Philippines        | 0    | 2   | 5    | 7       |
| Tổng số (6 đơn vị) | Tổng số (6 đơn vị) | 38   | 38  | 38   | 114     |

## Nhảy cầu

### Nam
| Event             | Vàng                                                  | Vàng   | Bạc                                      | Bạc    | Đồng                                            | Đồng   |
| ----------------- | ----------------------------------------------------- | ------ | ---------------------------------------- | ------ | ----------------------------------------------- | ------ |
| 3 m cầu mềm       | Yeoh Ken Nee · Malaysia                               | 458.15 | Ahmad Sukron Jamjami · Indonesia         | 401.85 | Ahmad Amsyar Azman · Malaysia                   | 397.30 |
| 10 m cầu cứng     | Bryan Nickson Lomas · Malaysia                        | 500.80 | Ooi Tze Liang · Malaysia                 | 445.25 | Muhammad Nasrullah · Indonesia                  | 420.85 |
| 3 m cầu mềm       | Malaysia · Yeoh Ken Nee · Bryan Nickson Lomas         | 392.31 | Philippines · Nino Carog · Jaime Asok    | 342.99 | Indonesia · Andriyan · Ahmad Sukron Jamjami     | 332.40 |
| 10 m cầu cứng đôi | Indonesia · Muhammad Nasrullah · Luthfi Niko Abdillah | 378.12 | Philippines · Jaime Asok · Rexel Fabriga | 344.51 | Thái Lan · Theerapat Siriboon · Satit Tommaoros | 260.54 |

### Nữ
| Event             | Vàng                                            | Vàng   | Bạc                                                               | Bạc    | Đồng                                             | Đồng   |
| ----------------- | ----------------------------------------------- | ------ | ----------------------------------------------------------------- | ------ | ------------------------------------------------ | ------ |
| 3 m cầu mềm       | Cheong Jun Hoong · Malaysia                     | 310.70 | Ng Yan Yee · Malaysia                                             | 290.10 | Sari Ambarwati Suprihatin · Indonesia            | 270.60 |
| 10 m cầu cứng     | Pandelela Rinong · Malaysia                     | 342.90 | Kam Ling Kar · Malaysia                                           | 260.85 | Della Dinarsari Harimurti · Indonesia            | 250.50 |
| 3 m cầu mềm đôi   | Malaysia · Leong Mun Yee · Ng Yan Yee           | 296.10 | Indonesia · Dewi Setyaningsih · Maria Natalie Dinda Anasti        | 250.20 | Philippines · Sheila Mae Perez · Ceseil Domenios | 243.12 |
| 10 m cầu cứng đôi | Malaysia · Leong Mun Yee · Traisy Vivien Tukiet | 306.66 | Indonesia · Sari Ambarwati Suprihatin · Della Dinarsari Harimurti | 268.62 | Myanmar · Soe Sandar Nyunt · Hay Mar Hnin        | 155.73 |

## Bóng nước
| Nội dung | Vàng | Bạc | Đồng |
| -------- | --- | --- | --- |
| Nam      | Singapore · Byron Quek · Brandon Chong Wei-Ren · Kelvin Ong Weisheng · Koh Jian Ying · Lim Yao Xiang · Lin Diyan · Lin Diyang · Loh Zhi Zhi · Luo Nan · Marcus Goh · Tan Jwee Ann Paul · Nigel Tay Sin Chao · Eugen Teo Zhen Wei                                                   | Philippines · Alamara Dexter Kasim · Alamara Norton K. · Biag Dan Paolo De La Cruz · Cruz Sean Bonyea · Kristoffer Roi Collins De La Cruz · Sherwin Anatacio De La Paz · Evangelista Dale Pardo · Evangelista Elcid Esmeralda · Gomez Tani Jr Bascara · Grabador Raphael Evan Alcover · Guiriba Ronald Alejo Maico · Juan Teofilo Antonio Abejo · Tamula Ryan Edward Ongkeko | Indonesia · Baldwin Karmen · Delvin Felliciano · Hendrik Sugianto · Henry Marciano Raditya · Maulana Bayu · Natanael Gunawan · Novendra Deni · Rezza Auditya Putra · Ridjkie Mulia · Silvester Goldberg · Soedirman Prayogo · Yohan · Zuliansyah |
| Nữ       | Singapore · Adelyn Yew Yan Xiang · Angeline Teo Yi Ling · Chia T-Chien · Jacquline Chow Chuang Shan · Mary Kan Enci · Valerie Loh Huihui · Loke En Yuan · Low Seet Teng · Ong Cheng Jing · Poh Zhining · Shauna Christine Sim Hwei Sian · Lynnette Jane Tan Hui Ying · Tan Su-Lynn | Indonesia · Annisa Nadhilah Utoro · Ariel Dyan Cininta Siwabessy · Ayudya Suidarwanty · Ernawati Imron · Febby Familya Putri · Felicia Tjandra · Hudaidah Kadir · Inez Febrianti Rasyid · Kezzie Ali · Lili Kartini · Melviani Rayina Eka · Nova Rusneri · Siti Balkis | Malaysia · Aileen Lim Zhixiang · Chan Su Jie · Chong Yi Ling · Debbie Ng · Hay Yan Xiang · Lim Shirinnah · Low Jia Yee · Low Sheen Yee · Samantha Keo · Selene Chew · Shirleen Khoo · Woo Yi Wen · Yap Yee Chuin                                 |

## Bơi lội nước mở
| Nội dung  | Vàng                      | Vàng       | Bạc                             | Bạc        | Đồng                        | Đồng       |
| --------- | ------------------------- | ---------- | ------------------------------- | ---------- | --------------------------- | ---------- |
| 5 km nam  | Châu Bá Anh Tư · Việt Nam | 1:07:02.52 | Ricky Anggawijaya · Indonesia   | 1:09:58.56 | Brandon Boon · Singapore    | 1:10:02.92 |
| 10 km nam | Châu Bá Anh Tư · Việt Nam | 2:14:32.94 | Ricky Anggawijaya · Indonesia   | 2:14:41.59 | Kevin Yeap · Malaysia       | 2:15:29.80 |
| 5 km nữ   | Heidi Gan · Malaysia      | 1:11:47.45 | Nguyễn Thị Ngọc Bích · Việt Nam | 1:13:45.03 | Yessy Yosaputra · Indonesia | 1:15:19.32 |
| 10 km nữ  | Heidi Gan · Malaysia      | 2:20:26.70 | Nguyễn Thị Ngọc Yến · Việt Nam  | 2:34:59.61 | Yessy Yosaputra · Indonesia | 2:38:47.39 |

## Bơi nghệ thuật
| Nội dung                       | Vàng | Vàng   | Bạc | Bạc    | Đồng | Đồng   |
| ------------------------------ | --- | ------ | --- | ------ | --- | ------ |
| Bài thi kỹ thuật đôi           | Malaysia · Png Hui Chuen · Katrina Ann | 76.125 | Singapore · Stephanie Chen Mei Qi · Yap Yu Hui | 72.750 | Indonesia · Sabihisma Arsyi · Adela Amanda Nirmala | 71.000 |
| Bài thi tự do đôi              | Malaysia · Png Hui Chuen · Katrina Ann | 76.051 | Singapore · Stephanie Chen Mei Qi · Yap Yu Hui | 72.476 | Indonesia · Tri Eka Sandiri · Samara Talia Pattiasina | 71.563 |
| Bài thi kỹ thuật đồng đội      | Malaysia · Emanuelle Mah Thil Ba · Katrina Ann · Lee Yhing Huey · Lee Zhien Huey · Mandy Yeap · Png Hui Chuen · Tan May Mei · Yeo Pei Ling                            | 74.750 | Thái Lan · Arthittaya Kittithanatphum · Chanamon Sangakul · Natchanat Krasachol · Nujarin Tanabutchot · Thanyaluck Puttisiriroj · Thinatta Kanchanakati · Nantaya Polsen · Sumonsinee Anuchachart                | 70.750 | Indonesia · Adela Amanda Nirmala · Claudia Megawati Suyanto · Sabihisma Arsyi · Samara Talia Pattiasina · Sartika Dewi Rachmani · Shanika Andiarti Soepangkat · Tri Eka Sandiri · Dea Vania Putri                                               | 70.375 |
| Bài thi kỹ thuật đồng đội      | Malaysia · Emanuelle Mah Thil Ba · Katrina Ann · Lee Yhing Huey · Lee Zhien Huey · Mandy Yeap · Png Hui Chuen · Tan May Mei · Yeo Pei Ling                            | 74.750 | Thái Lan · Arthittaya Kittithanatphum · Chanamon Sangakul · Natchanat Krasachol · Nujarin Tanabutchot · Thanyaluck Puttisiriroj · Thinatta Kanchanakati · Nantaya Polsen · Sumonsinee Anuchachart                | 70.750 | Singapore · Geraldine Chew Wei Ling · Elisabeth Tan Si Lynn · Lee Mei Shuang · Mei Shan Krishnan · Tay Aik Ping · Yap Yu Hui · Zhang Hui · Samantha Chen Mei Chuen                                                                              | 70.375 |
| Bài thi tự do đồng đội         | Malaysia · Emanuelle Mah Thil Ba · Katrina Ann · Lee Yhing Huey · Lee Zhien Huey · Mandy Yeap · Png Hui Chuen · Tan May Mei · Yeo Pei Ling                            | 75.825 | Indonesia · Adela Amanda Nirmala · Claudia Megawati Suyanto · Sabihisma Arsyi · Samara Talia Pattiasina · Sartika Dewi Rachmani · Shanika Andiarti Soepangkat · Tri Eka Sandiri · Dea Vania Putri                | 73.925 | Thái Lan · Arthittaya Kittithanatphum · Chanamon Sangakul · Natchanat Krasachol · Nujarin Tanabutchot · Thanyaluck Puttisiriroj · Thinatta Kanchanakati · Nantaya Polsen · Sumonsinee Anuchachart                                               | 72.113 |
| Bài thi kết hợp tự do đồng đội | Malaysia · Emanuelle Mah Thil Ba · Gan Zhen Yu · Katrina Ann · Lee Yhing Huey · Lee Zhien Huey · Mandy Yeap · Png Hui Chuen · Tan May Mei · Tasha Jane · Yeo Pei Ling | 75.363 | Singapore · Stephanie Chen Mei Qi · Samantha Chen Mei Chuen · Geraldine Chew Wei Ling · Elisabeth Tan Si Lynn · Lee Mei Shuang · Mei Shan Krishnan · Priscilla Sung Cui Ying · Tay Aik Ping · Yap Yu · Zhang Hui | 73.101 | Indonesia · Adela Amanda Nirmala · Claudia Megawati Suyanto · Dea Vania Putri · Putri Yanindha Sari · Sabihisma Arsyi · Sabrina Ayunda Kusuma · Samara Talia Pattiasina · Sartika Dewi Rachmani · Shanika Andiarti Soepangkat · Tri Eka Sandiri | 71.713 |

## Bảng tổng sắp huy chương
| Hạng               | Đoàn               | Vàng | Bạc | Đồng | Tổng số |
| ------------------ | ------------------ | ---- | --- | ---- | ------- |
| 1                  | Malaysia (MAS)     | 19   | 13  | 6    | 38      |
| 2                  | Singapore (SIN)    | 19   | 12  | 15   | 46      |
| 3                  | Thái Lan (THA)     | 8    | 8   | 7    | 23      |
| 4                  | Indonesia (INA)    | 7    | 15  | 21   | 43      |
| 5                  | Việt Nam (VIE)     | 4    | 4   | 2    | 10      |
| 6                  | Philippines (PHI)  | 0    | 5   | 6    | 11      |
| 7                  | Myanmar (MYA)      | 0    | 0   | 1    | 1       |
| Tổng số (7 đơn vị) | Tổng số (7 đơn vị) | 57   | 57  | 58   | 172     |